# Associação Cultural Recreativa e Desportiva de Talhas
A Associação Cultural Recreativa e Desportiva de Talhas é um clube de futebol português localizado na freguesia de Talhas, concelho de Macedo de Cavaleiros, distrito de Bragança. O clube foi fundado em 1983 e a equipa de futebol disputa os seus em casa no Campo do Calvário. Na época de 2005-2006, disputa a 1ª divisão distrital da Associação de Futebol de Bragança